# 楊筠松
楊筠松（834年—900年），名益，字叔茂，號筠松，唐代竇州人，風水宗師，常被地理、堪輿學家視為祖師祭拜，尊稱為杨公。

## 事蹟
楊筠松曾在唐朝廷為官，後退休致仕，也一併將宮廷中所學之風水術帶至民間，並四處以所學所得幫助他人。故有「楊救貧」此別號。
據《南安府志》記載：「楊筠松，竇州人，僖宗朝，掌靈臺地理事，官至金紫光祿大夫，黃巢破京城，乃斷髮入昆侖山，步龍後至虔州，以地理術傳曾文辿、劉江東 “廖瑀”，世稱救貧仙人是也，卒於虔，葬雩中藥口。」

## 著作
關於楊筠松著作問題，到目前為止，仍有不少爭議。風水學上的幾部經典如《天玉經》、《青囊奧語》、《都天寶照經》等，不少人都認為是楊筠松所著。然而，從風格與內容，與楊的另外兩部著作《撼龍經》、《疑龍經》有所出入。有一說認為，《天玉經》、《青囊奧語》、《都天寶照經》等原本為宮廷塊寶，從不外洩。只是當揚氏離開宮廷時，就將風水典籍一拼帶走。到傳給後人時，因原經典沒有注明作者，後人也就將典籍托之為楊筠松所撰矣。

## 信仰
由於其在風水學上的創見及四處助人之事蹟，遂被視為神明膜拜。在台灣其奉祀寺廟主要集中於新竹、苗栗一帶，聖誕多為農曆九月初三日。

### 中國大陆

#### 主祀
- 福建省泉州市安溪縣城廂鎮經嶺村進法殿
- 福建省泉州市安溪縣城廂鎮經兜村金湖殿
- 福建省泉州市安溪縣魁斗鎮大嶺村靈應殿

### 台灣

#### 主祀
- 新竹市東區溪州指源廟
- 新竹市東區仙公宮翠碧岩
- 新竹市東區三民里寧興宮
- 新竹縣峨眉鄉楊公廟
- 雲林縣西螺鎮埤頭里石敢當

#### 同祀
- 新北市泰山區天招堂
- 新竹市東區新庄子正德寺
- 新竹縣竹北市溪洲旨聖宮－楊公真人供奉於該廟主龕龍邊，聖誕為農曆十月十九日。[1]
- 苗栗縣後龍鎮清海宮－聖誕為農曆九月初七日。
- 臺中市大肚區王田天和宮
- 南投縣埔里鎮巧荷祖師宮[2]
- 台中市東勢區和意堂齊天大聖廟

### 馬來西亞

#### 主祀
- 檳城州威中縣大山腳進法殿
- 東馬沙巴州丹南楊太伯公廟